# Балсыкты
Балсыкты (также Солёное) — солёное озеро на северо-западе Альменевского района Курганской области России. Находится на обширной озёрной равнине в правобережье нижнего течения реки Миасс, к югу от озера Большое Пустое и к востоку от озера Майлык.

## Этимология
Название имеет тюркизированное происхождение из башкирского языка. В переводе с башкирского означает «глинистое».

## Общее описание
Районный центр село Альменево находится в 32 км к юго-востоку. Озеро бессточное, притоков не имеет. Острова отсутствуют. Форма озера овальная, длина около 4,2 км, ширина в центральной части до 3,2 км. Площадь водного зеркала равняется 9,36 км² (по другим данным — 9.573км²). Площадь водосборного бассейна — 11,216 км². Высота озера над уровнем моря — 170,5 м. Максимальная глубина водоема составляет 2,7 метра при средней глубине 1.8 метра (согласно другим данным, средняя глубина 4 м). Имеется тенденция к обмелению. Длина береговой линии — 11 420 м. Вода солёная, минерализация составляет 13,2 г/л. Питание за счет атмосферных осадков, грунтовых и подземных вод. Берега низкие, покрытые степной и луговой растительностью, местами заболочены.
В Балсыкты водятся карась, чебак и окунь.

## Коды озера
- Код по Государственному водному реестру — 14010501011111200009723[7].
- Код по Гидрологической изученности — 211200972[7].